# SES-15
O SES-15 é um satélite de comunicação geoestacionário totalmente elétrico, construído pela Boeing Satellite Systems. Ele está localizado na posição orbital de 129 graus de longitude oeste e é operado pela SES. O satélite é baseado na plataforma BSS-702SP e sua expectativa de vida útil é de 15 anos.

## Lançamento
O satélite foi lançado com sucesso ao espaço em 18 de maio de 2017, às 11:54 UTC, por meio de um veículo Soyuz-STA/Fregat-M a partir do Centro Espacial de Kourou, na Guiana Francesa. Ele tinha uma massa de lançamento de 2.302 kg.

## Satélite elétrico
O SES-15 é o primeiro satélite totalmente elétrico na frota SES, ele oferece ampla cobertura do feixe e a capacidade de um satélite de alto rendimento (HTS). Ele fornece vigas de largura de banda Ku adicionais, capacidade HTS em banda Ku, juntamente com a conectividade de banda Ka com gateways.

## Capacidade e cobertura
O SES-15 está equipado com transponders em banda Ka e banda Ku para prestar serviços de telecomunicações para a América do Norte.